# Gerard (cràter)

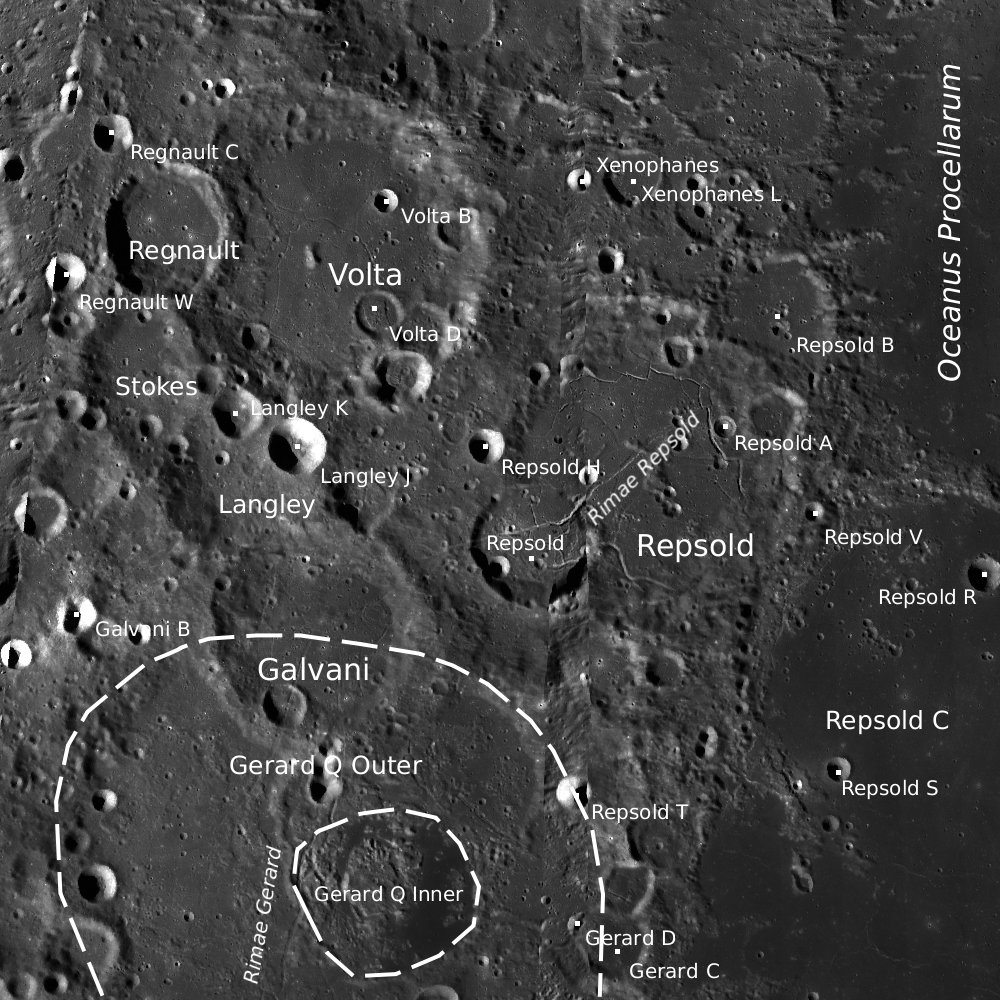
Fotografia de la missió LRO

Gerard és un cràter d'impacte que es troba al llarg de la vora occidental del Oceanus Procellarum, prop de l'extremitat nord-oest de la cara visible de la Lluna. Es troba al nord-nord-oest del cràter von Braun, i al nord-est de Bunsen. A causa de la seva ubicació, Gerard apareix amb un pronunciat escorç quan es veu des de la Terra, la qual cosa dificulta la seva observació.

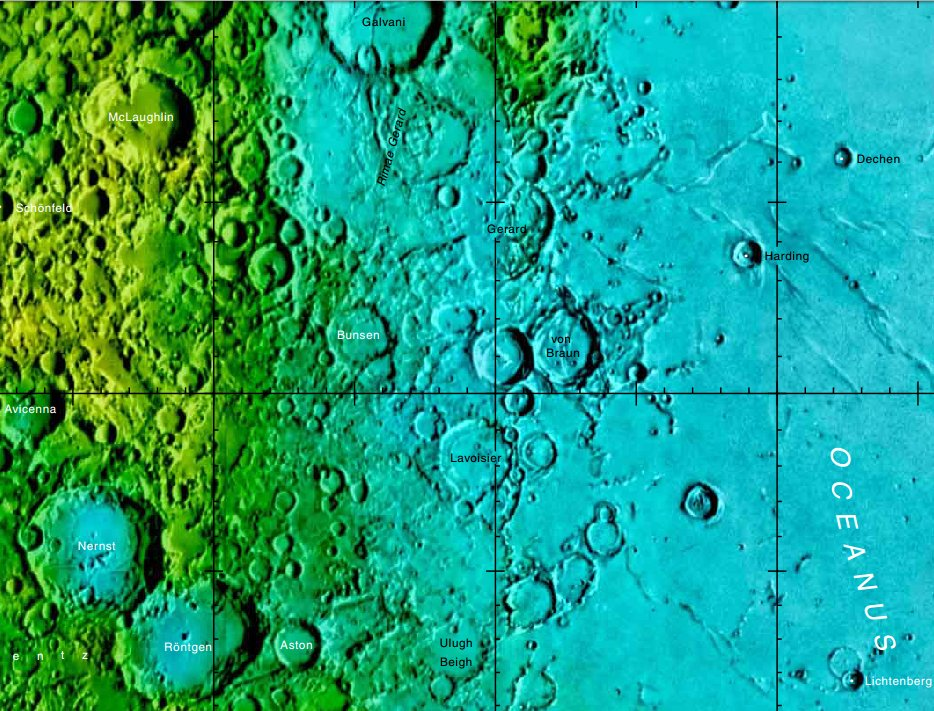
Localització de Gerard (centre a dalt). Cartografia de la missió LRO

Es tracta d'una formació desgastada i erosionada, amb una vora que ha estat pràcticament destruïda per complet en alguns llocs i distorsionada en uns altres. La meitat nord del brocal compta amb alguns sortints cap a l'exterior en els costats nord-est, nord i nord-oest. El sòl interior és aspre en alguns llocs, amb diversos cràters petits i una sèrie de marques minúscules sobre el fons del cràter i en la vora oriental.
Al nord-oest d'aquesta formació apareixen l'inusual cràter Gerard Q Interior (amb el sòl del costat oriental cobert de lava basáltica de to fosc) dins del més gran Gerard Q Exterior, i un sistema d'esquerdes denominat Rimae Gerard, que s'estén fins a una distància d'uns 100 quilòmetres.

## Cràters satèl·lit

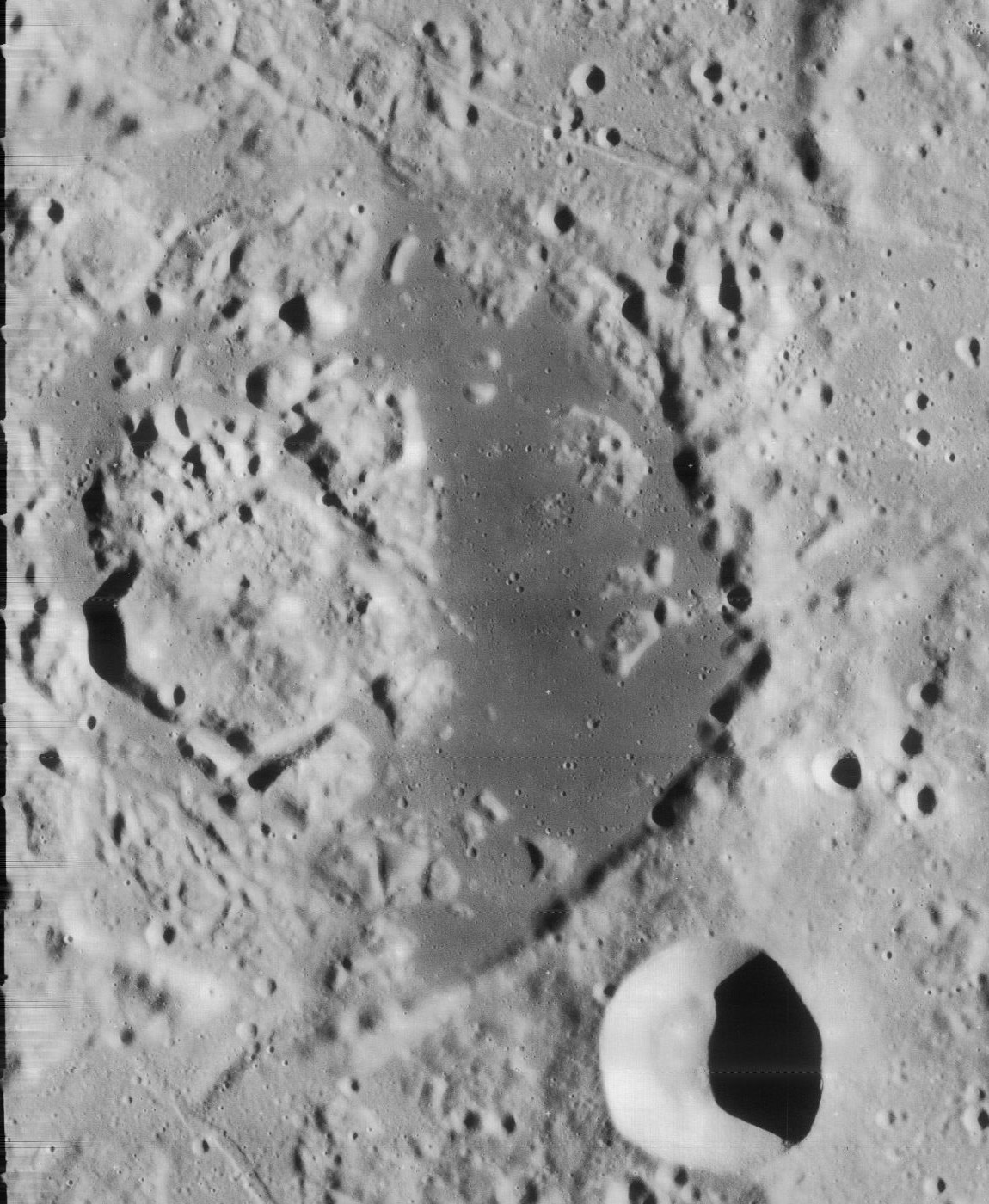
Gerard Q Interior, al nord-oest de Gerard

|            | \| Gerard \| Coordenades \| Diàmetre \| \| ---------- \| -------------------------------------- \| --------- \| \| A \| 45° 06′ N, 82° 18′ O / 45.1°N,82.3°O \| 17.31 km \| \| B \| 46° 24′ N, 88° 18′ O / 46.4°N,88.3°O \| 14.04 km \| \| C \| 45° 54′ N, 79° 12′ O / 45.9°N,79.2°O \| 29.36 km \| \| D \| 46° 12′ N, 79° 54′ O / 46.2°N,79.9°O \| 5.93 km \| \| E \| 44° 30′ N, 81° 00′ O / 44.5°N,81.0°O \| 5.28 km \| \| F \| 43° 48′ N, 82° 18′ O / 43.8°N,82.3°O \| 5.39 km \| \| G \| 45° 42′ N, 88° 18′ O / 45.7°N,88.3°O \| 26.9 km \| \| H \| 44° 30′ N, 87° 00′ O / 44.5°N,87.0°O \| 12.25 km \| \| J \| 46° 54′ N, 88° 42′ O / 46.9°N,88.7°O \| 9.35 km \| \| K \| 44° 00′ N, 77° 12′ O / 44.0°N,77.2°O \| 5.85 km \| \| L \| 43° 12′ N, 76° 24′ O / 43.2°N,76.4°O \| 4.5 km \| \| Q Interior \| 46° 32′ N, 83° 08′ O / 46.54°N,83.13°O \| 67.32 km \| \| Q Exterior \| 46° 31′ N, 84° 33′ O / 46.51°N,84.55°O \| 192.48 km \| |           |
| Gerard     | Coordenades | Diàmetre  |
| A          | 45° 06′ N, 82° 18′ O / 45.1°N,82.3°O | 17.31 km  |
| B          | 46° 24′ N, 88° 18′ O / 46.4°N,88.3°O | 14.04 km  |
| C          | 45° 54′ N, 79° 12′ O / 45.9°N,79.2°O | 29.36 km  |
| D          | 46° 12′ N, 79° 54′ O / 46.2°N,79.9°O | 5.93 km   |
| E          | 44° 30′ N, 81° 00′ O / 44.5°N,81.0°O | 5.28 km   |
| F          | 43° 48′ N, 82° 18′ O / 43.8°N,82.3°O | 5.39 km   |
| G          | 45° 42′ N, 88° 18′ O / 45.7°N,88.3°O | 26.9 km   |
| H          | 44° 30′ N, 87° 00′ O / 44.5°N,87.0°O | 12.25 km  |
| J          | 46° 54′ N, 88° 42′ O / 46.9°N,88.7°O | 9.35 km   |
| K          | 44° 00′ N, 77° 12′ O / 44.0°N,77.2°O | 5.85 km   |
| L          | 43° 12′ N, 76° 24′ O / 43.2°N,76.4°O | 4.5 km    |
| Q Interior | 46° 32′ N, 83° 08′ O / 46.54°N,83.13°O | 67.32 km  |
| Q Exterior | 46° 31′ N, 84° 33′ O / 46.51°N,84.55°O | 192.48 km |